# Saint-Jacut-de-la-Mer
Saint-Jacut-de-la-Mer är en kommun i departementet Côtes-d'Armor i regionen Bretagne i nordvästra Frankrike. Kommunen ligger i kantonen Ploubalay som tillhör arrondissementet Dinan. År 2022 hade Saint-Jacut-de-la-Mer 909 invånare.

## Befolkningsutveckling
Antalet invånare i kommunen Saint-Jacut-de-la-Mer
Referens:INSEE

## Galleri

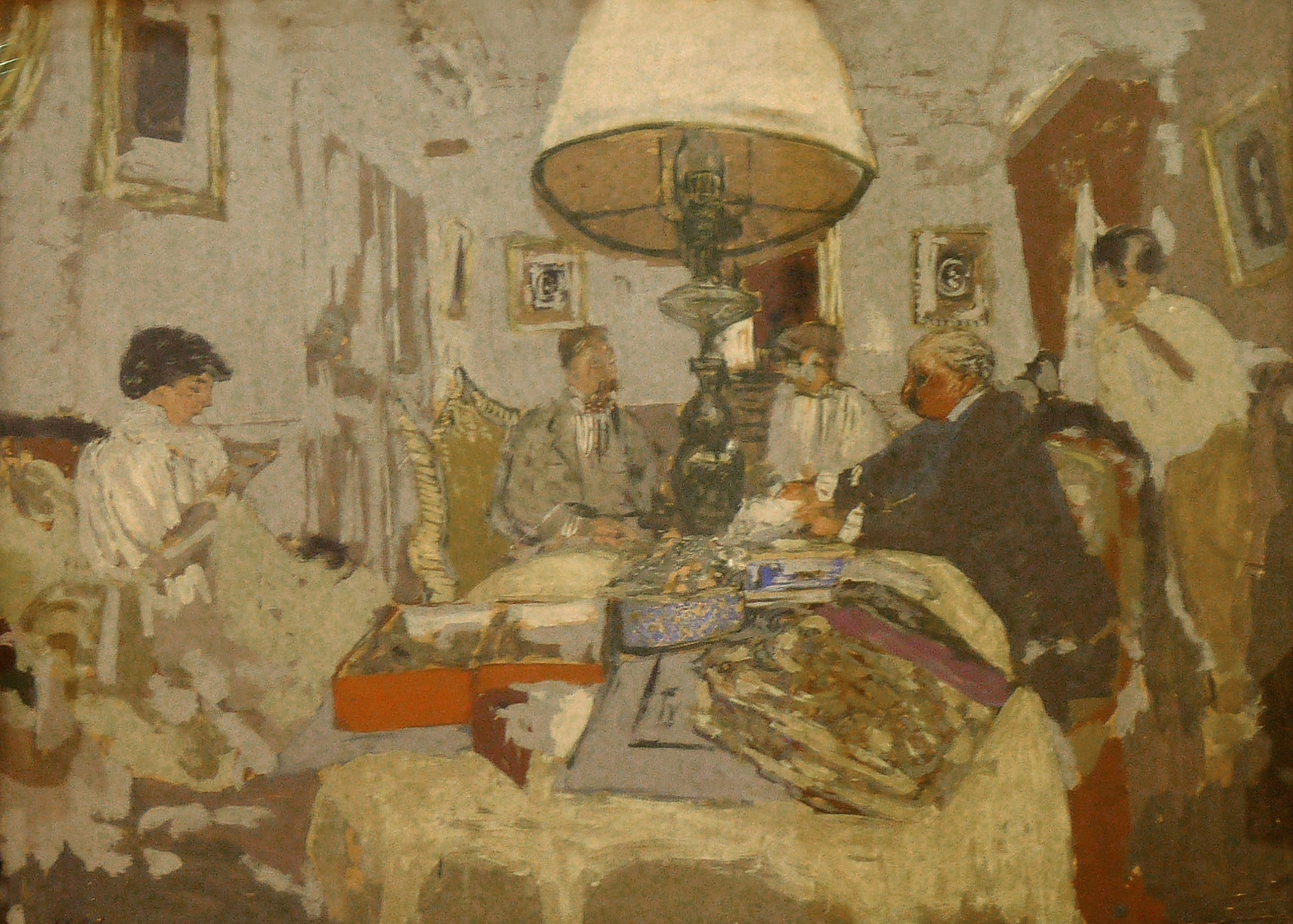
Les amis autour de la table, Saint-Jacut (sv:Vännerna runt bordet, Saint-Jacut) av Édouard Vuillard (1909)